# Pietro La Fontaine
Pietro La Fontaine (29. listopadu 1860, Viterbo – 9. července 1935, Paderno del Grappa) byl italský římskokatolický biskup a od roku 1916 kardinál. 

## Život
Byl druhým z pěti dětí hodináře ze Ženevy, který se po službě ve švýcarské gardě usadil v Itálii a oženil se s místní dívkou. Získal vzdělání u Kongregace školských bratří a na kněze byl vysvěcen 22. prosince 1883 ve Viterbu. Přednášel biblickou teologii a dějiny církve na místním semináři a roku 1905 byl jmenován kanovníkem. V roce 1906 se stal biskupem Diecéze Cassano all'Jonio, kde po zemětřesení v Messině 1908 organizoval pomoc sirotkům. Od roku 1910 působil v římské Kongregaci pro obřady a byl vikářem svatopetrské baziliky. V roce 1915 se stal nástupcem Aristide Cavallariho v úřadu benátského patriarchy a o rok později byl přijat do kolegia kardinálů. Za první světové války odmítl opustit ohrožené město a pečoval o válečné uprchlíky. Jako připomínku vysvobození z válečných útrap nechal na ostrově Lido di Venezia postavit votivní chrám Neposkvrněného početí.
Byl členem Kongregace pro východní církve a papežským legátem. Na konkláve v únoru 1922 byl řazen mezi papabile jako kandidát přijatelný pro konzervativce i reformisty. Zpočátku podporoval nástup Benita Mussoliniho k moci, avšak později kritizoval represe proti opozici. Napsal životopis prvního benátského patriarchy Vavřince Giustinianiho.
Je pohřben v benátské bazilice svatého Marka. Jeho jméno nese ulice Via Cardinal La Fontaine v rodném Viterbu. Dne 10. listopadu 1971 byl zahájen proces La Fontainovy kanonizace a je proto označován jako služebník Boží.